# Europarlamentari della Finlandia della IX legislatura
Gli europarlamentari della Finlandia della IX legislatura, eletti in occasione delle elezioni europee del 2019, sono stati i seguenti.

## Composizione storica
| Europarlamentare       | Lista                                 | Gruppo    |
| ---------------------- | ------------------------------------- | --------- |
| Teuvo Hakkarainen      | Veri Finlandesi                       | ID        |
| Heidi Hautala          | Lega Verde                            | Verdi/ALE |
| Eero Heinäluoma        | Partito Socialdemocratico Finlandese  | S&D       |
| Laura Huhtasaari       | Veri Finlandesi                       | ID        |
| Elsi Katainen          | Partito di Centro Finlandese          | RE        |
| Miapetra Kumpula-Natri | Partito Socialdemocratico Finlandese  | S&D       |
| Silvia Modig           | Alleanza di Sinistra                  | GUE/NGL   |
| Ville Niinistö         | Lega Verde                            | Verdi/ALE |
| Mauri Pekkarinen       | Partito di Centro Finlandese          | RE        |
| Sirpa Pietikäinen      | Partito di Coalizione Nazionale       | PPE       |
| Petri Sarvamaa         | Partito di Coalizione Nazionale       | PPE       |
| Nils Torvalds          | Partito Popolare Svedese di Finlandia | RE        |
| Henna Virkkunen        | Partito di Coalizione Nazionale       | PPE       |

## Modifiche intervenute

### Europarlamentari eletti per effetto dell'attribuzione di seggi ulteriori
- In data 01.02.2020 è proclamata eletta Alviina Alametsä (Lega Verde, gruppo Verdi/ALE).